# تربين

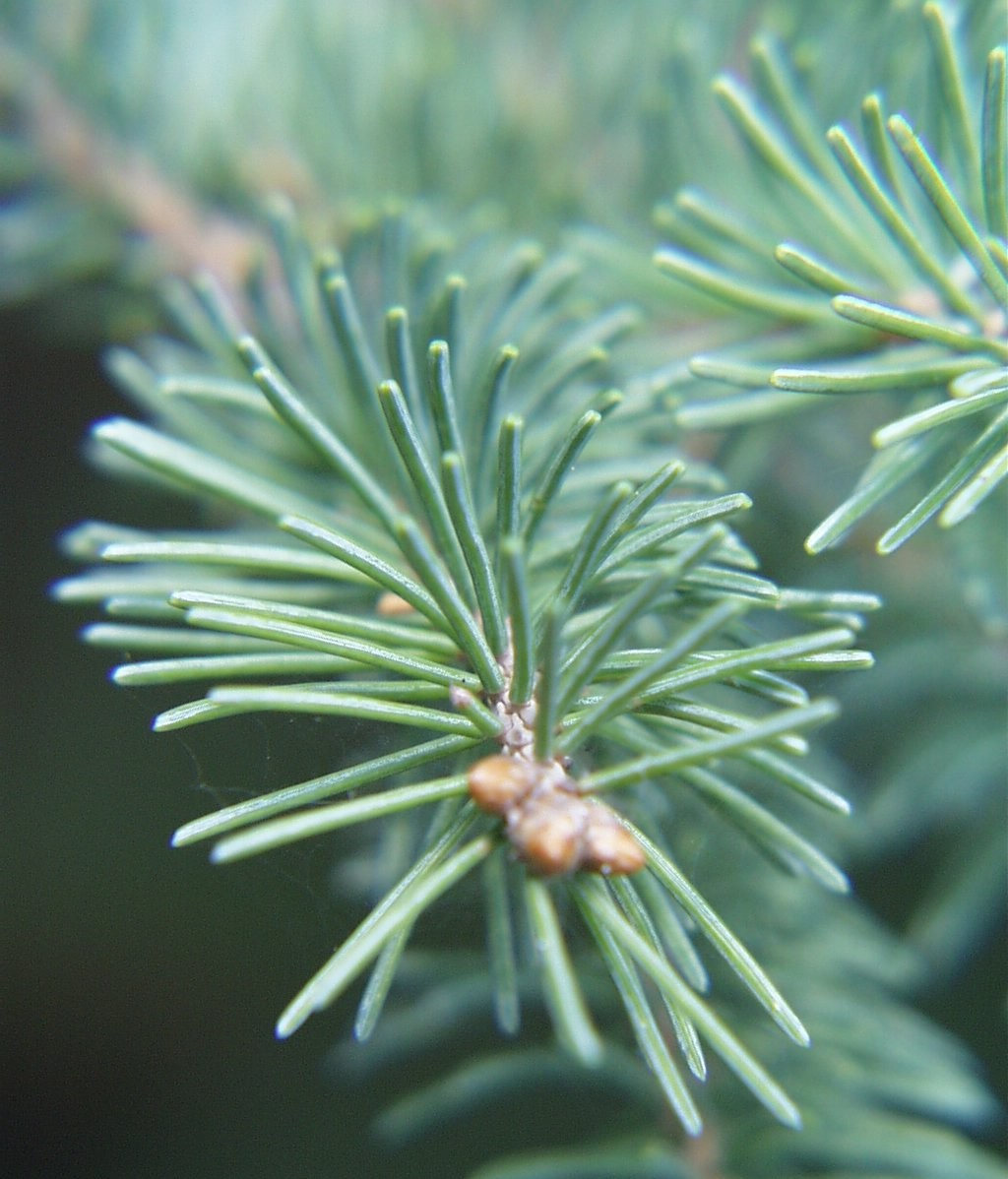
تستخرج معظم التربينات من المخروطيات.

التيربينات Terpene مجموعة ضخمة ومتنوعة من الفحوم الهيدروجينية التي تنتجها مجموعة ضخمة من النباتات، بشكل خاص المخروطيات conifer، لكن أيضا بعض الحيوانات تقوم بإنتاج التربينات.
تعتبر التربينات المكونات الأساسية للراتنج، وللتربنتين turpentine الناتج من الراتنج. حتى أن اسم تيربين مشتق من كلمة تربنتين. عندما يتم تعديل التربينات كيميائيا، مثل الأكسدة أو إعادة ترتيب للهيكل الكربوني، ينتج لدينا ما يدعى تربينويد terpenoid. بعض المؤلفين يستخدمون هذا المصطلح «تيربين» بحيث يشمل أيضا التربينويدات.
التربينات والتربينويدات تشكلان المكونات الأساسية للزيوت العطرية في العديد من النباتات والأزهار. هذه الزيوت تعتبر معطرات طبيعية تضاف للأطعمة والعطور.

## معرض صور

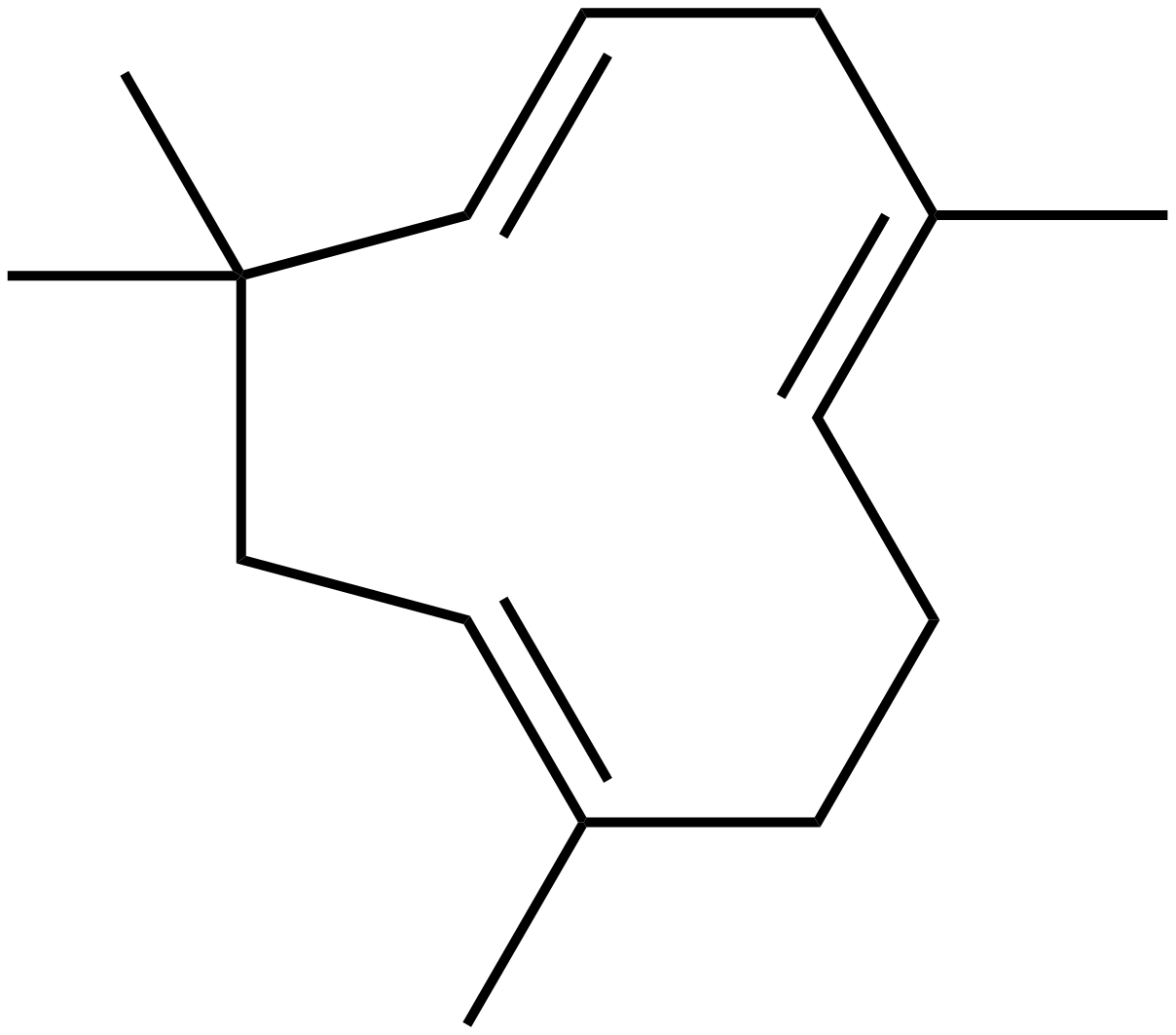